# Toyota TF109
Toyota TF109 je 9. vozem formule 1 týmu Toyota, který se účastnil mistrovství světa v roce 2009. Monopost byl představen 15. ledna v Kolíně nad Rýnem.

## Popis
Tak jako všechny vozy i Toyota vychází z platných předpisů a pravidel pro sezónu 2009. Změny v aerodynamice jsou nejvíce patrné na obou přítlačných křídlech. Přední přítlačné křídlo je nízké a široké přes celý rozchod předních kol, zatímco zadní přítlačné křídlo se výrazně zúžilo a zvýšilo. Celá karoserie je uhlazená, bez přídavných aerodynamických plošek a křidélek, která pravidla pro nadcházející sezónu nepovolují. Ve voze je namontován systém na rekuperaci kinetické energie (KERS).

## Technická data
- Délka: 4 636 mm
- Šířka: 1 800 mm
- Výška: 950 mm
- Váha: 605 Kg (včetně pilota, vody a oleje)
- Rozchod kol vpředu:
- Rozchod kol vzadu:
- Rozvor:
- Převodovka: Toyota L 7stupňová poloautomatická sekvenční s elektronickou kontrolou.
- Brzdy: Brembo
- Motor: RVX-09
  - V8 90°
  - Zdvihový objem: 2.398 cm³
  - Výkon: 740cv/18 000 otáček
  - Vrtání:
  - Zdvih:
  - Ventily: 32
  - Mazivo: Esso
  - Palivo: Esso
  - Váha: > 95 kg
  - Vstřikování Magneti Marelli
  - Palivový systém Magneti Marelli
- Pneumatiky: Bridgestone

## Testy vozu TF109
| Trať      | Datum | Jezdec         | Pořadí | Čas      | Kol |
| --------- | ----- | -------------- | ------ | -------- | --- |
| Algarve   | 18.1. | Kamui Kobajaši | 1.     | 1:37.554 | 7   |
| Algarve   | 19.1. | Kamui Kobajaši | 5.     | 1:50.989 | 26  |
| Algarve   | 20.1. | Jarno Trulli   | 3.     | 1:42.399 | 30  |
| Algarve   | 21.1. | Timo Glock     | 4.     | 1:30.878 | 64  |
| Sakhir    | 10.2. | Timo Glock     | 1.     | 1:33,501 | 82  |
| Sakhir    | 11.2. | Timo Glock     | 3.     | 1:34,902 | 14  |
| Sakhir    | 13.2. | Jarno Trulli   | 2.     | 1:33,429 | 127 |
| Sakhir    | 16.2. | Jarno Trulli   | 3.     | 1:33,064 | 141 |
| Sakhir    | 17.2. | Jarno Trulli   | 2.     | 1:32,230 | 149 |
| Sakhir    | 18.2. | Timo Glock     | 1.     | 1:32,492 | 132 |
| Sakhir    | 19.2. | Timo Glock     | 3.     | 1:32,445 | 62  |
| Jerez     | 1.3.  | Kamui Kobajaši | 3.     | 1:20,699 | 79  |
| Jerez     | 2.3.  | Timo Glock     | 1.     | 1:30,979 | 89  |
| Jerez     | 3.3.  | Timo Glock     | 1.     | 1:19,814 | 141 |
| Jerez     | 4.3.  | Jarno Trulli   | 4.     | 1:20,540 | 131 |
| Jerez     | 5.3.  | Jarno Trulli   | 6.     | 1:23,119 | 38  |
| Barcelona | 9.3.  | Jarno Trulli   | 3.     | 1:20,937 | 118 |
| Barcelona | 10.3. | Jarno Trulli   | 4.     | 1:21,182 | 121 |
| Barcelona | 11.3. | Timo Glock     | 4.     | 1:20,410 | 132 |
| Barcelona | 12.3. | Timo Glock     | 3.     | 1:20,091 | 128 |

## Hlavní sponzoři
AlpineStars,  Dassault Systèmes,  Denso, EMC² Information Storage,  Bridgestone, Ebbon-Dacs, KDDI	, KTC, MAN, Magneti Marelli, Panasonic, Time Inc., Würth

## Výsledky v sezoně 2009

### Závod a kvalifikace
| Legenda k tabulce | Legenda k tabulce                                                                       |
| Barva             | Výsledek                                                                                |
| ----------------- | --------------------------------------------------------------------------------------- |
| Zlatá             | Vítěz                                                                                   |
| Stříbrná          | 2. místo                                                                                |
| Bronzová          | 3. místo                                                                                |
| Zelená            | Bodované umístění                                                                       |
| Modrá             | Nebodované umístění                                                                     |
| Modrá             | Dokončil neklasifikován (NC)                                                            |
| Fialová           | Odstoupil (Ret)                                                                         |
| Červená           | Nekvalifikoval se (DNQ)                                                                 |
| Červená           | Nepředkvalifikoval se (DNPQ)                                                            |
| Černá             | Diskvalifikován (DSQ)                                                                   |
| Bílá              | Nestartoval (DNS)                                                                       |
| Bílá              | Závod zrušen (C)                                                                        |
| Světle modrá      | Pouze trénoval (PO)                                                                     |
| Světle modrá      | Páteční testovací jezdec (TD)                                                           |
| Bez barvy         | Netrénoval (DNP)                                                                        |
| Bez barvy         | Vyřazen (EX)                                                                            |
| Bez barvy         | Nepřijel (DNA)                                                                          |
| Bez barvy         | Odvolal účast (WD)                                                                      |
| Bez barvy         | Nezúčastnil se (prázdné)                                                                |
| Označení          | Význam                                                                                  |
| Tučnost           | Pole position                                                                           |
| Kurzíva           | Nejrychlejší kolo                                                                       |
| †                 | Jezdec nedojel do cíle, ale byl klasifikován, protože odjel více než 90 % délky závodu. |
| ‡                 | Byl udělován poloviční počet bodů, protože bylo odjeto méně než 75 % délky závodu.      |
| Horní index       | Umístění bodujících jezdců ve sprintu                                                   |

| Rok  | Šasi      | Motor                | Pneu | Jezdci         | 1    | 2   | 3    | 4   | 5   | 6   | 7   | 8   | 9    | 10  | 11  | 12  | 13  | 14   | 15   | 16  | 17  | Body   | Pořadí |
| ---- | --------- | -------------------- | ---- | -------------- | ---- | --- | ---- | --- | --- | --- | --- | --- | ---- | --- | --- | --- | --- | ---- | ---- | --- | --- | ------ | ------ |
| 2009 | Toyota F1 | Toyota RVX-09 2.4 V8 | B    | Závod          | AUS  | MAL | CHN  | BHR | ESP | MON | TUR | GBR | GER  | HUN | EUR | BEL | ITA | SIN  | JPN  | BRA | ABU | 59,5   | 5      |
| 2009 | Toyota F1 | Toyota RVX-09 2.4 V8 | B    | Jarno Trulli   | 3    | 4   | Ret  | 3   | Ret | 13  | 4   | 7   | 17   | 8   | 13  | Ret | 14  | 12   | 2    | Ret | 7   | 59,5   | 5      |
| 2009 | Toyota F1 | Toyota RVX-09 2.4 V8 | B    | Timo Glock     | 4    | 3   | 7    | 7   | 10  | 10  | 8   | 9   | 9    | 6   | 14  | 10  | 11  | 2    | DNS  |     |     | 59,5   | 5      |
| 2009 | Toyota F1 | Toyota RVX-09 2.4 V8 | B    | Kamui Kobajaši |      |     |      |     |     |     |     |     |      |     |     |     |     |      | PO   | 9   | 6   | 59,5   | 5      |
| 2009 | Toyota F1 | Toyota RVX-09 2.4 V8 | B    | Kvalifikace    | AUS  | MAL | CHN  | BHR | ESP | MON | TUR | GBR | GER  | HUN | EUR | BEL | ITA | SIN  | JPN  | BRA | ABU | Průměr | Průměr |
| 2009 | Toyota F1 | Toyota RVX-09 2.4 V8 | B    | Jarno Trulli   | 20 1 | 2   | 6    | 1   | 7   | 18  | 5   | 4   | 14   | 11  | 18  | 2   | 11  | 14 4 | 2    | 4   | 6   | 8,53   | 10,18  |
| 2009 | Toyota F1 | Toyota RVX-09 2.4 V8 | B    | Timo Glock     | 19 1 | 3   | 19 2 | 2   | 6   | 19  | 13  | 8   | 20 3 | 13  | 13  | 7   | 16  | 6 5  | 14 6 |     |     | 11,87  | 10,18  |
| 2009 | Toyota F1 | Toyota RVX-09 2.4 V8 | B    | Kamui Kobajaši |      |     |      |     |     |     |     |     |      |     |     |     |     |      |      | 11  | 12  | 11,5   | 10,18  |

- 1 - FIA zrušila kvalifikační časy obou jezdců týmu Toyota z důvodů porušení technických pravidel. Horní element zadního křídla u vozů č. 9 a 10 vykazuje extrémní pružnost, což je v rozporu s požadavky článku 3.15. Oba jezdci nastoupí do závodu jedině za předpokladu, že jejich vozy budou opatřeny legálními křídly.
- 2 - Timo Glock penalizován posunutím o pět míst, za výměnu převodovky (14.⇒ 19.)
- 3 - Timo Glock penalizován posunutím o tři místa, za blokování Alonsa (17.⇒ 20.)
- 4 - Jarno Trulli, posun na startovním roštu o 1 místo dopředu kvůli penalizaci Nicka Heidfelda (15.⇒ 14.)
- 5 - Timo Glock, posun na startovním roštu o 1 místo dopředu kvůli penalizaci Rubense Barrichella (7.⇒ 6.)
- 6 - Timo Glock skončil 14., kvůli nehodě v kvalifikaci se nemohl zúčastnit závodu

### Přehled umístění v tréninku
| Jezdci         | 1   | 1   | 1    | 2   | 2   | 2    | 3   | 3   | 3    | 4   | 4   | 4    | 5   | 5   | 5    | 6   | 6   | 6    | 7   | 7   | 7    | 8   | 8   | 8    | 9   | 9   | 9    | 10  | 10  | 10   | 11  | 11  | 11   | 12  | 12  | 12   | 13  | 13  | 13   | 14  | 14  | 14   | 15  | 15  | 15   | 16  | 16  | 16   | 17  | 17  | 17   |
| -------------- | --- | --- | ---- | --- | --- | ---- | --- | --- | ---- | --- | --- | ---- | --- | --- | ---- | --- | --- | ---- | --- | --- | ---- | --- | --- | ---- | --- | --- | ---- | --- | --- | ---- | --- | --- | ---- | --- | --- | ---- | --- | --- | ---- | --- | --- | ---- | --- | --- | ---- | --- | --- | ---- | --- | --- | ---- |
| 2009           | AUS | AUS | AUS  | MAL | MAL | MAL  | CHN | CHN | CHN  | BHR | BHR | BHR  | ESP | ESP | ESP  | MON | MON | MON  | TUR | TUR | TUR  | GBR | GBR | GBR  | GER | GER | GER  | HUN | HUN | HUN  | EUR | EUR | EUR  | BEL | BEL | BEL  | ITA | ITA | ITA  | SIN | SIN | SIN  | JPN | JPN | JPN  | BRA | BRA | BRA  | ABU | ABU | ABU  |
| Toyota F1      | I.  | II. | III. | I.  | II. | III. | I.  | II. | III. | I.  | II. | III. | I.  | II. | III. | I.  | II. | III. | I.  | II. | III. | I.  | II. | III. | I.  | II. | III. | I.  | II. | III. | I.  | II. | III. | I.  | II. | III. | I.  | II. | III. | I.  | II. | III. | I.  | II. | III. | I.  | II. | III. | I.  | II. | III. |
| Jarno Trulli   | 12  | 3   | 2    | 11  | 12  | 4    | 6   | 6   | 2    | 15  | 3   | 9    | 2   | 19  | 6    | 20  | 14  | 20   | 3   | 6   | 2    | 7   | 8   | 3    | 4   | 5   | 7    | 6   | 8   | 12   | 18  | 12  | 9    | 1   | 7   | 2    | 19  | 13  | 13   | 16  | 13  | 10   | 13  | 8   | 1    | 11  | 6   | 8    | 10  | 14  | 7    |
| Timo Glock     | 8   | 6   | 8    | 10  | 14  | 5    | 8   | 8   | 20   | 17  | 8   | 1    | 8   | 18  | 8    | 19  | 18  | 17   | 13  | 14  | 3    | 16  | 13  | 7    | 19  | 15  | 12   | 14  | 10  | 6    | 19  | 15  | 16   | 18  | 2   | 5    | 20  | 6   | 9    | 15  | 8   | 8    |     |     | 14   |     |     |      |     |     |      |
| Kamui Kobajaši |     |     |      |     |     |      |     |     |      |     |     |      |     |     |      |     |     |      |     |     |      |     |     |      |     |     |      |     |     |      |     |     |      |     |     |      |     |     |      |     |     |      | 19  | 12  |      | 18  | 13  | 20   | 19  | 5   | 13   |